# COTAIR
COTAIR -  acrónimo de Côte Atlantique Inter Régional - es una aerolínea con base en Cotonú, Benín. Fue fundada en 2008 y opera vuelos regulares en Benín y vuelos chárter en el Oeste de África. Su base de operaciones es el aeropuerto Cadjehoun (COO).

## Destinos
COTAIR opera vuelos de cabotaje desde Cotonú a Parakou. Además ofrece vuelos chárter al oeste de África.
COTAIR está en la Lista de aerolíneas prohibidas en la Unión Europea.

## Flota
La flota de COTAIR se compone de las siguientes aeronaves (a 20 de junio de 2010):
- 2 Let L-410 UVP